# Maghnia Hammadi
Maghnia Hammadi, née le 22 février 2000, est une haltérophile algérienne.

## Carrière
Maghnia Hammadi est triple médaillée d'or aux Championnats d'Afrique 2017 dans la catégorie des moins de 75 kg. 
Elle est triple médaillée de bronze aux championnats d'Afrique 2021 à Nairobi dans la catégorie des moins de 76 kg.
Elle est  médaillée d'argent à l'arraché et médaillée de bronze à l'épaulé-jeté en moins de 71 kg aux Jeux méditerranéens de 2022 à Oran.